# Gregor von Rezzori
Gregor von Rezzori (nacido Gregor Arnulph Hilarius d'Arezzo; 13 de mayo de 1914 - 23 de abril de 1998) fue un autor de lengua alemana nacido en el antiguo Imperio Austrohúngaro, novelista, memorialista, guionista, crítico de arte y periodista.

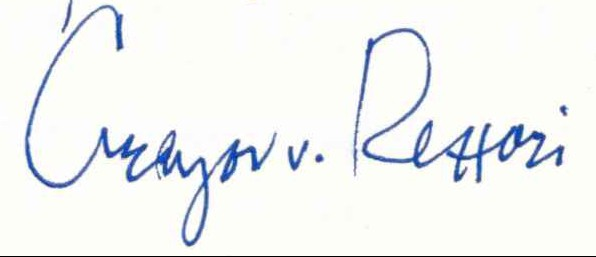

## Trayectoria
Nació en Czernowitz, Bukovina, parte oriental del Imperio Austrohúngaro. Descendía de una familia aristocrática siciliana, de la Provincia de Ragusa, que se asentó en Viena a mediados del siglo XVIII. Su padre trabajó para la administración en Czernowitz. Estudió en la universidad de Viena, vivió en Bucarest, Berlín y París.
Durante su vida perteneció al citado Imperio, a Rumania, a la Unión Soviética, todo antes de irse a vivir en 1960 a Italia (donde alcanzó reconocimiento) y finalmente pasar sus años postreros en Austria. Se casó con Beatrice Monti della Corte; hablaba con fluidez alemán (su lengua de escritor), rumano, italiano, polaco, ucraniano, yiddish, francés e inglés.
Su actividad es polifacética. Son famosos sus recuerdos presentados en Memorias de un antisemita, traducido al español por Juan Villoro y prologado por otro gran escritor, el triestino Claudio Magris. Son un documento importante sobre la vida austriaca en el inicio de su descomposición. Ahora, en La gran trilogía: Un armiño en Chernopol. Memorias de un antisemita. Flores en la nieve, Anagrama, 2009.

## Obra
- 1940 –  Flamme, die sich verzehrt.
- 1942 – Rombachs einsame Jahre.
- 1944 – Rose Manzani.
- 1953 – Maghrebinische Geschichten.
- 1954 – Ödipus siegt bei Stalingrad.
- 1955 – Männerfibel.
- 1958 – Ein Hermelin in Tschernopol. Ein maghrebinischer Roman.
- 1962 – Idiotenführer durch die deutsche Gesellschaft. 1: Hochadel.
- 1962 – Idiotenführer durch die deutsche Gesellschaft. 2: Adel.
- 1962 – Bogdan im Knoblauchwald. Ein maghrebinisches Märchen.
- 1963 – Idiotenführer durch die deutsche Gesellschaft. 3: Schickeria.
- 1965 – Idiotenführer durch die deutsche Gesellschaft. 4: Prominenz.
- 1969 – Die Toten auf ihre Plätze. Tagebuch des Films Viva Maria.
- 1967 – 1001 Jahr Maghrebinien. Eine Festschrift.
- 1976 – Der Tod meines Bruders Abel.
- 1978 – Greif zur Geige, Frau Vergangenheit.
- 1979 – Memoiren eines Antisemiten.
- 1981 – Der arbeitslose König. Maghrebinisches Märchen.
- 1986 – Kurze Reise übern langen Weg. Eine Farce.
- 1989 – Blumen im Schnee. Portraitstudien zu einer Autobiographie, die ich nie schreiben werde.
- 1991 – Über dem Kliff, relato.
- 1992 – Begegnungen.
- 1993 – Ein Fremder in Lolitaland. Ein Essay.
- 1994 – Greisengemurmel. Ein Rechenschaftsbericht.
- 1996 – Italien, Vaterland der Legenden, Mutterland der Mythen. Reisen durch die europäischen Vaterländer oder wie althergebrachte Gemeinplätze durch neue zu ersetzen sind.
- 1997 – Frankreich. Gottesland der Frauen und der Phrasen. Reisen durch die europäischen Vaterländer oder wie althergebrachte Gemeinplätze durch neue zu ersetzen sind.
- 1997 – Mir auf der Spur.
- 2001 – Kain. Das letzte Manuskript (póstumo).

### En español
- 1969 – Viva María. Los muertos a sus lugares (Die Toten auf ihre Plätze. Tagebuch des Films Viva Maria, 1969), sin información de traducción. Seix-Barral.
- 1988 – Memorias de un antisemita (Memoiren eines Antisemiten, 1979), traducción de Juan Villoro. Anagrama.
- 1989 – El rey sin trabajo (Der arbeitslose König. Maghrebinisches Märchen, 1981), sin información de traducción.  Edicions 62.
- 1993 – Un armiño en Chernopol (Ein Hermelin in Tschernopol, 1958), traducción de Carmen Castañera. Anagrama.
- 1996 – Flores en la nieve (Blumen im Schnee, 1989), traducción de Joan Parra Contreras. Anagrama.
- 2011 – Edipo en Stalingrado (Ödipus siegt bei Stalingrad, 1954), traducción de José Aníbal Campos. Sexto Piso.
- 2014 – Sobre el acantilado y otros relatos (Über dem Kliff, 1991), traducción de José Aníbal Campos. Sexto Piso.
- 2015 – La muerte de mi hermano Abel (Der Tod meines Bruders Abel, 1976), traducción de José Aníbal Campos. Sexto Piso.
- 2016 – Caín. El último manuscrito (Kain. Das letzte Manuskript, 2001), traducción de José Aníbal Campos. Sexto Piso.
- 2025 – Passeggiate. De viaje por Italia, traducción de José Aníbal Campos. Temporal.

### Cine
Como actor trabajó en:
- Sie, 1954
- El Hakim, 1957
- Paprika, 1959
- Bezaubernde Arabella, 1959
- Das Riesenrad, 1961
- Esame di guida - tempo di Roma, 1962
- Vie privée, 1962
- Un mari à un prix fixe, 1963
- Die Lady, 1964
- Viva Maria!, 1965
- Michael Kohlhaas – Der Rebell, 1969
- Le beau monde, 1981